# Englberg (Mitterfels)
Englberg ist ein Gemeindeteil des Marktes Mitterfels im niederbayerischen Landkreis Straubing-Bogen.
Die Einöde liegt 2,5 Kilometer nordwestlich des Ortskerns von Mitterfels am Rand des Gemeindegebiets an einer Gemeindestraße.

## Geschichte
1805 wird Engelberg als Weiler der Hofmark Ascha im Bezirk des Landgerichts Mitterfels mit zwei Häusern und drei Herdstellen beschrieben, der kath. Pfarrei in Parkstetten zugehörig. Wenige Jahre später wurde Englberg ein Ort der Gemeinde Mitterfels und der kath. Pfarrei in Ascha zugehörig.

## Baudenkmäler
Siehe: Liste der Baudenkmäler in Englberg

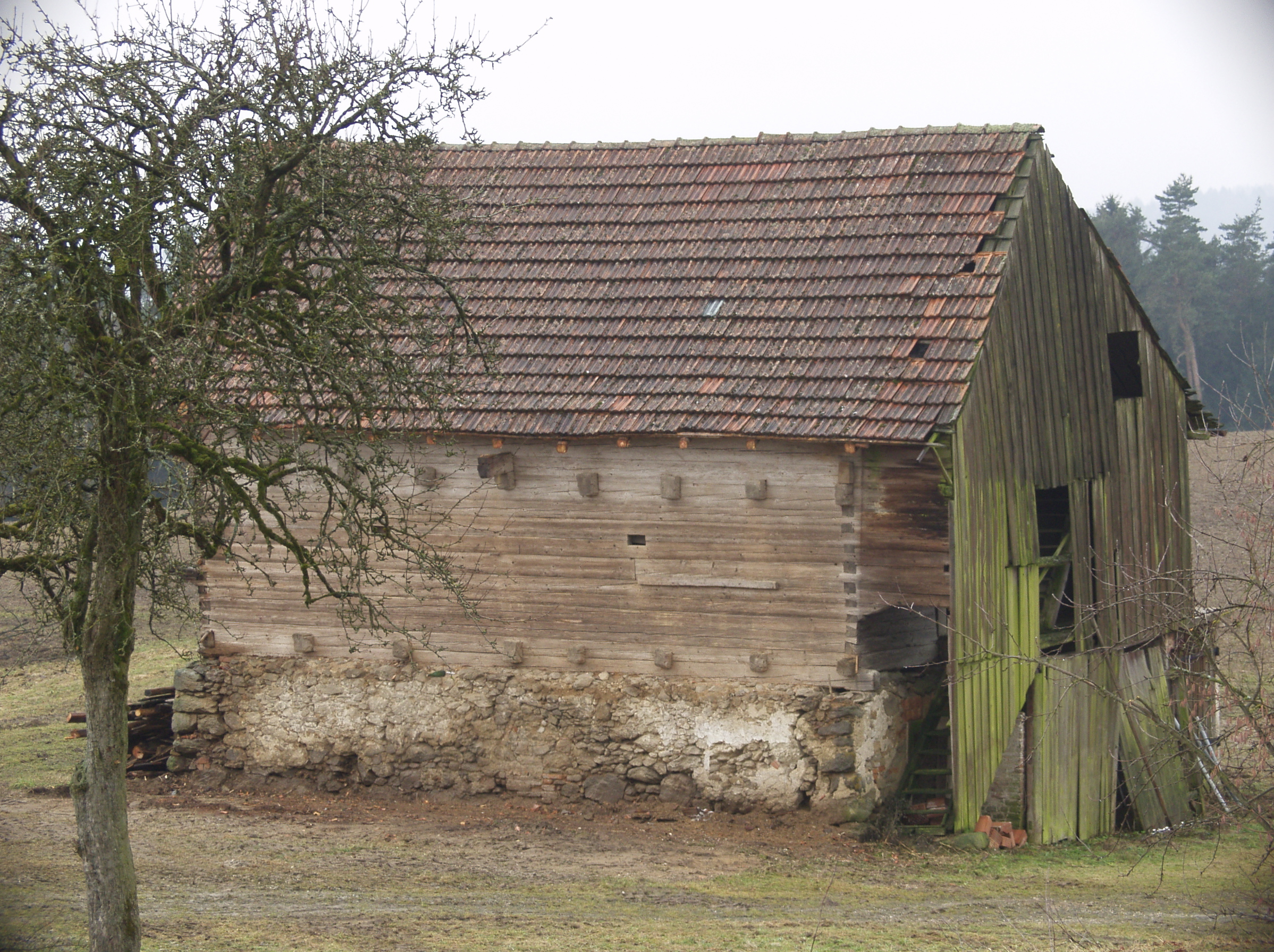
Abgebrochener Traidkasten

## Einwohnerentwicklung
| Jahr        | 1805 | 1838 | 1860 | 1861 | 1871 | 1875 | 1885 | 1900 | 1913 | 1925 | 1950 | 1961 | 1970 | 1987 |
| ----------- | ---- | ---- | ---- | ---- | ---- | ---- | ---- | ---- | ---- | ---- | ---- | ---- | ---- | ---- |
| Einwohner   |      | 11   | 16   | 17   | 16   | 15   | 20   | 18   | 15   | 18   | 14   | 12   | 14   | 10   |
| Wohngebäude | 2    | 2    | 2    |      |      | 2    | 2    | 2    | 2    | 2    | 2    |      | 2    |      |

## Umwelt
Englberg liegt im Landschaftsschutzgebiet Bayerischer Wald.